# Serin bifascié
Crithagra leucoptera
Espèce
Statut de conservation UICN

 LC  : Préoccupation mineure
Synonymes
- Serinus leucopterus

Le Serin bifascié (Crithagra leucoptera) est une espèce de passereaux appartenant à la famille des Fringillidae. Cette espèce est endémique d'Afrique du Sud.

## Distribution
Endémique et sédentaire aux montagnes du sud de la Province du Cap, Afrique du Sud. A l’ouest de Cedarberg (une population isolée à Piketberg), au nord jusqu’à 32° (latitude nord) et à l’est jusqu’à la Baviaanskloof Mega Reserve près de Port Elizabeth.

## Habitat
Le serin bifascié (ou serin des protées) fréquente les formations hautes, matures et denses de Protea ; les anciennes formations de maquis de montagnes et les zones couvertes de buissons bas ; les flancs des collines pourvus de boisements et arrosés de cours d’eau ; les zones côtières du sud et, occasionnellement, les bois de Podocarpus et les plantations du pin introduit Pinus pinaster ; les régions semi-arides à buissons épineux du Petit Karoo et les formations de Protea nitida (Martin et al. 2002).

## Alimentation
Milewski (1978) a montré, sur la base de 256 observations, que les graines de protéacées sont prépondérantes (32,4 %), puis viennent celles des astéracées (16,8 %), des restionacées (16%) et le reste (34,8%) consiste en plantes appartenant à 21 autres familles avec un petit complément d’insectes (homoptères, termites, scarabées). Cette préférence alimentaire pour les protées a été confirmée, photos à l’appui, par Ottaviani (2011).

## Comportement alimentaire
Il prélève les graines de Protea directement sur les têtes florales ouvertes ou fourrage sur le sol sous les mêmes buissons pour y glaner des graines. Il extrait aussi du nectar de la protée Protea repens en introduisant son bec entre les bractées inférieures et prélève également des fleurs de protées (Fry & Keith 2004).

## Mœurs
Il se tient seul, en couples, en groupes de trois-quatre individus et jusqu’à 10 ou 20 oiseaux. 30 à 40 sujets peuvent se rassembler pour se nourrir ensemble sur une petite formation de buissons de Cliffortia mais ils s’envolent séparément et ne constituent pas de groupes mixtes associés à d’autres oiseaux. Furtif et peu voyant, il se nourrit tranquillement dans la végétation dense. Pas spécialement farouche, il tolère même une présence humaine quand il est occupé à se nourrir. Au point d’eau, il choisit un endroit tranquille envahi de végétation (Fry & Keith 2004).

## Nidification
Selon Fry & Keith (2004), le mâle nourrit régulièrement la femelle en régurgitant des graines ou des bourgeons et cette parade de nourrissage peut être répétée plusieurs fois de suite. Le nid consiste en une coupe de tiges de plantes sèches avec un revêtement intérieur de duvet végétal et de fines herbes. Il est placé sur une fourche verticale ou sur une coupe naturelle formée par des feuilles de protée. Un nid était constitué d’un fragile assemblage de ramilles grisâtres d’Helichrysum crispum avec un épais rembourrage de duvet végétal de Protea neriifolia. Un deuxième était placé à 4 m de hauteur dans un pin Pinus pinaster et un troisième à 3 m dans la fourche d’un arbrisseau de P. neriifolia. Il contient de deux à quatre œufs  (généralement trois ou quatre) blanc ivoire ou bleu très pâle, tachetés et vermiculés de pourpre noir, brun foncé et brun rougeâtre surtout sur le gros pôle. La période d’incubation dure 17 jours et les périodes de pontes se situent entre août et octobre.

## Statut
L’espèce peut être vulnérable aux feux trop fréquents détruisant son milieu de landes et de maquis ainsi qu’au développement de l’urbanisation empiétant sur son habitat côtier (BirdLife International 2012). Ottaviani (2011) ajoute que le ramassage des plantes, dont de nombreuses protées, est très répandu en Afrique du Sud pour la pharmacopée, l’usage médical et la superstition. Il est clair que si cette collecte massive reste incontrôlée, elle constituera, à plus ou moins brève échéance, une menace en dégradant directement l’habitat du serin.